# Syzygium myrtoides
Syzygium myrtoides är en myrtenväxtart som först beskrevs av Asa Gray, och fick sitt nu gällande namn av R.Schmid. Syzygium myrtoides ingår i släktet Syzygium och familjen myrtenväxter. Inga underarter finns listade i Catalogue of Life.